# Illes Geòrgia del Sud i Sandwich del Sud
Les illes Geòrgia del Sud i Sandwich del Sud (en anglès South Georgia and the South Sandwich Islands, conegudes també sota la sigla SGSSI) són un territori d'ultramar britànic de l'Atlàntic sud. El territori es va formar el 1985, ja que abans aquests grups d'illes estaven administrades per la dependència de les illes Malvines.
El territori està format per l'illa de Geòrgia del Sud, que és la més gran de tot el conjunt, i per un grup d'illes menors conegudes com les illes Sandwich del Sud. Tenen una extensió total de 3.093 km². No hi ha població originària de cap de les illes i els únics habitants (un centenar, segons l'estimació del 2003) són els de la guarnició militar britànica i els científics de la British Antarctic Survey ("Inspecció Antàrtica Britànica"), que tenen una base a la capital, Grytviken.

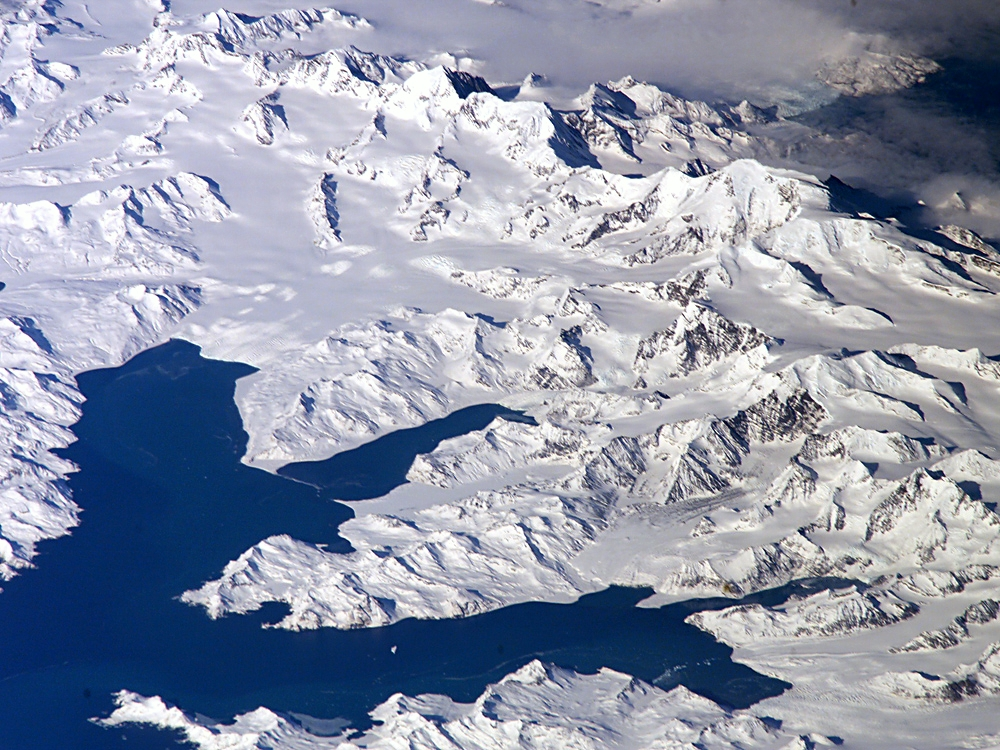
Geòrgia del Sud central: Badia Cumberland; Península Thatcher amb el Port Rei Edward (Grytviken); Carena Allardyce amb el Mont Paget.

La sobirania britànica de Geòrgia del Sud és des de 1775, i dels Sandwich del Sud des de 1908. L'administració britànica local permanent i Magistrat resident existeix des de 1909. Argentina reclamava Geòrgia del Sud el 1927, i les illes Sandwich del Sud el 1938. Aquesta disputa sobre la sobirania de les illes fou un més dels detonants de l'anomenada Guerra de les Malvines del 1982 i encara no està resolta. L'Argentina va mantenir un destacament a les Sandwich del Sud de 1976 a 1982, i va ocupar la Geòrgia del Sud durant la guerra de les Malvines.

## Grups d'illes

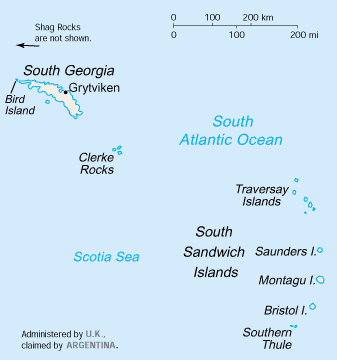
Mapa de les illes Geòrgia del Sud i Sandwich del Sud (en anglès)

- Geòrgia del Sud i les seves illes associades, grup format per l'illa de Geòrgia del Sud (coordenades: 54° 15′ S, 36° 45′ O / 54.250°S,36.750°O), de llarg la més gran de tot el territori d'ultramar britànic, les illes que envolten aquesta illa principal i algunes de més remotes i aïllades situades a l'oest i al sud-est de Geòrgia del Sud. Aquestes illes són les següents: Bird, Annenkov, Cooper i Trinity; els petits arxipèlags de Pickersgill, Welcome i Willis, i els esculls de Black Rocks. Les illes més llunyanes les formen els esculls de Shag Rocks (a 185 km al nord-oest de l'illa principal), Black Rock (a 169 km al nord-oest) i Clerke Rocks (a 56 km al sud-est).
- Les illes Sandwich del Sud (coordenades: 57° 45′ S, 26° 30′ O / 57.750°S,26.500°O) són formades pels arxipèlags següents: Traversay (compost per les illes Leskov, Visokoi i Zavodovski), Candlemas (amb les illes Candlemas i Vindication) i Thule del Sud (amb les illes Bellingshausen, Cook i Thule), i per les illes soltes d'illa Bristol, illa Montagu i illa Saunders.